# 윈도우 미디어
윈도우 미디어(Windows Media)는 미디어 제작과 배포를 위한 멀티미디어 프레임워크로 마이크로소프트 윈도우를 위한 것이다. 몇 개의 API와 미리 만들어져 있는 수많은 기술들과 더불어 소프트웨어 개발 킷을 구성하고 있다. 현재는 개발이 중단되었으며 미디어 파운데이션으로 대체되었다.

## 응용 프로그램
- 윈도우 미디어 플레이어 - 미디어 재생
- 윈도우 미디어 인코더 - 미디어 인코딩 도구
- 윈도우 미디어 센터
- 윈도우 미디어 서비스 - 스트리밍 미디어 서버

## 형식
- 고급 시스템 포맷 (ASF)
- 고급 스트림 리다이렉터 (ASX) 및 윈도우 미디어 플레이리스트 (WPL)
- 윈도우 미디어 오디오 (WMA)
- 윈도우 미디어 비디오 (WMV) 및 VC-1
- HD 포토 (HDP - 윈도우 미디어 포토)
- DVR-MS, 녹화 포맷으로 윈도우 미디어 센터에서 쓰인다.
- SAMI, 마이크로소프트가 개발한 자막 포맷. 온라인 영상물에 캡션과 오디오 내용을 동기화하는 데에 쓰일 수 있다.

## 기타
- 미디어 전송 프로토콜 (MTP)
- 마이크로소프트 미디어 서비스 (MMS)
- 윈도우 미디어 DRM
- WMV HD
- 윈도우 XP 미디어 센터 에디션 - 윈도우 XP 이후에 내장된 윈도우 미디어 센터
- 윈도우 무비 메이커 - 윈도우 미디어 영상 편집 응용 프로그램

## 같이 보기
- 퀵타임 - 애플 멀티미디어 프레임워크